# دانیلا زامورا
دانیلا زامورا (انگلیسی: Daniela Zamora؛ زادهٔ ۱۳ نوامبر ۱۹۹۰) بازیکن فوتبال اهل شیلی است.

وی همچنین در تیم‌های ملی فوتبال زنان شیلی بازی کرده‌است.